# Sivan Beskin
Sivan Beskin (Vilnius, 31 de agosto de 1976 ) é uma poeta e tradutora israelense nascida na Lituânia.

## Biografia
Sivan Beskin cresceu na Lituânia. Em 28 de agosto de 1990, ela se mudou para Israel, onde se estabeleceu no Kibutz Ein Carmel. Mais tarde, ela se mudou para Krayot e daí para Haifa . Ele estudou artes plásticas, trabalhou no Centro de Computação das Forças de Defesa de Israel em Mamram e obteve seu bacharelado em economia no Instituto de Tecnologia de Israel em Technion  Desde 2002, ele mora em Tel Aviv, onde trabalhou como analista de sistemas.
Beskin comentou em uma entrevista sobre sua infância:
| “ | Vilnius é uma cidade multicultural: há ali elementos lituanos, russos, poloneses e judeus. Fui a uma escola de língua russa, mas nasci de certo modo em um ambiente onde você ouve várias línguas a seu redor. Isso te educa e desenvolve diferentemente. Você não se assusta com o outro. Quando você lê um livro, há palavras que você não entende e você presta atenção a elas. Você desenvolve sua curiosidade e tolerância para o desconhecido. | ” |

## Obra
Beskin publicou poesia originalmente nas revistas online New Lava e Anonymous Fish. Posteriormente, sua poesia e suas traduções foram publicadas por várias revistas, como Helicon. Músicas de Beskin foram aclamadas pelos críticos Menachem Ben e Nissim Calderon.
Sivan Beskin é membro da equipe de redação revista literária "Oh!". Em 2006, ele publicou sua primeira coletânea; uma segunda, intitulada "Missão de Jonas", foi lançada cinco anos depois.
As traduções de Beskin incluem o filme de 2010 "Translating" / "Traduire", do diretor israelense Nurith Aviv.